# De Havilland Canada DHC-6 Twin Otter

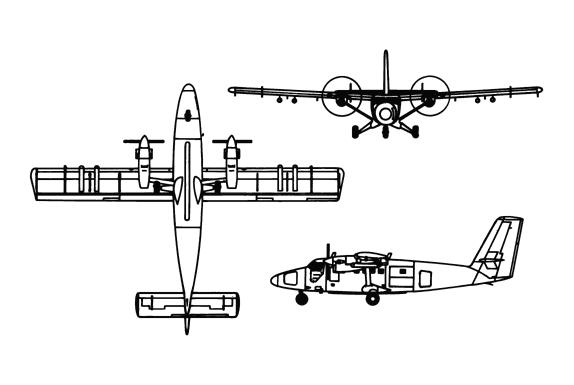
Drie aanzichten van de DHC-6

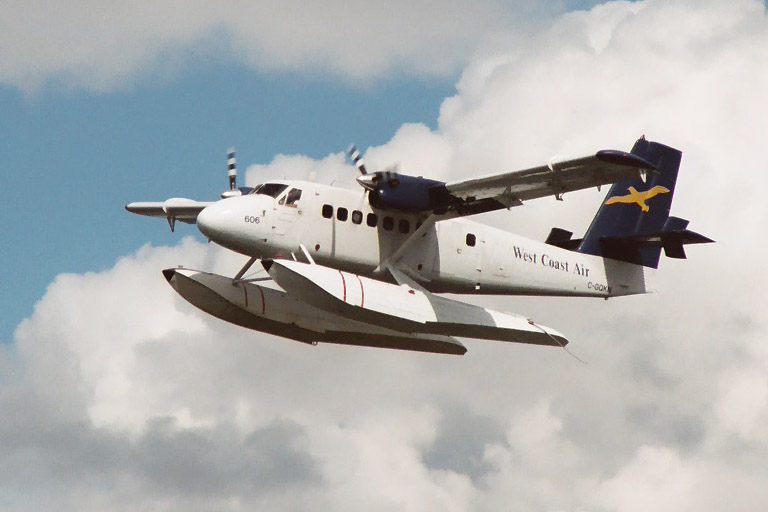
Een DHC-6 Twin Otter als watervliegtuig

De DHC-6 Twin Otter is een klein tweemotorig turboprop hoogdekkervliegtuig van De Havilland Canada dat in mei 1965 voor het eerst vloog. Het vliegtuig kan twintig passagiers vervoeren en heeft slechts een korte startbaan nodig. Het driewielige landingsgestel kan niet worden ingetrokken. 
Het vliegtuig wordt gebruikt als vracht- en passagiersvliegtuig, vooral op vliegvelden met een korte startbaan. Daarnaast worden er parachutesprongen mee gemaakt en is de Twin Otter in gebruik (met drijvers) als watervliegtuig.
Voor het ontwerp werd de eenmotorige DHC-3 Otter als basis gebruikt. Het eerste testtoestel vloog in 1965. De serieproductie door De Havilland Canada liep van 1966 tot 1988 in twee versies, de Series 100 en de Series 300.
Sinds 2008 is het toestel door Viking Air weer in productie genomen en wordt het verkocht als de Viking Air DHC-6 Twin Otter Series 400. Het eerste Viking Air toestel verliet de productielijn in 2010.
Medio 2023 werd de DHC-6 Twin Otter Classic 300-G geïntroduceerd, dit is de vijfde generatie van dit toestel. De eerste order voor 10 toestellen kwam van flybig uit India. De 300-G heeft een geheel nieuw cabine-interieur gekregen en een gemoderniseerde cockpit met geavanceerdere automatische piloot, weerradar en satellietcommunicatie. De Classic 300-G heeft een kruissnelheid van 314-337 km/h bij een vliegbereik van maximaal 1322 km met een nuttige lading van 1030 kg. Voor de Series 400 heeft het geen gevolgen, dit toestel blijft in productie.

## Overige specificaties
- Type: DHC-6 Series 300 (ook voor infobox)
- Brandstof: 1466 liter
- Propeller: drieblads

Prestaties:
- Klimsnelheid: 8,1 m/s
- Vleugelbelasting: 145 kg/m²
- Startbaan tot 15 m obstakel: 366 m
- Landingsbaan vanaf 15 m obstakel: 320 m